# 第37独立自動車化歩兵大隊 (ウクライナ陸軍)
第37独立自動車化歩兵大隊（だい37どくりつじどうしゃかほへいだいたい、ウクライナ語: 37-й окремий мотопіхотний батальйон）は、ウクライナ陸軍の大隊。第56独立自動車化歩兵旅団隷下。

## 概要

### ドンバス戦争

#### ウクライナ領土防衛大隊

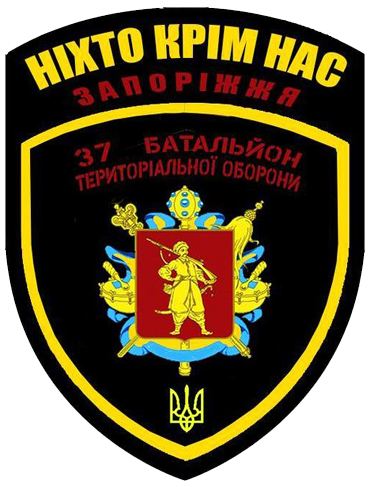
第37ザポリージャ領土防衛大隊

2014年9月4日、ドンバス戦争の影響に伴い、ウクライナ領土防衛大隊の第37ザポリージャ領土防衛大隊として、ザポリージャ州ザポリージャで創設された。
2014年10月から、ドンバス戦争に投入され、東部ドネツィク州の検問所に配備された。

#### ウクライナ陸軍
2014年11月、ウクライナ陸軍に編入し、ドニプロペトロウシク州駐屯の第93独立機械化旅団隷下に配属され、第37独立自動車化歩兵大隊に改編した。
2015年2月23日、新編されたドニプロペトロウシク州駐屯の第56独立自動車化歩兵旅団隷下に転属した。

### ロシアのウクライナ侵攻

#### 東部・マリウポリ戦線
2022年2月24日から、ロシアのウクライナ侵攻では、南東部の要衝ドネツィク州マリウポリの守備隊としてウクライナ海軍の第36独立海軍歩兵旅団、ウクライナ国家親衛隊の第12特務旅団、アゾフ連隊と配備され、増援の第10独立山岳強襲旅団と4月上旬までマリウポリ港の一部を防衛していたが、ロシア軍に市街地が制圧され、ウクライナ軍がアゾフスタリ製鉄所と港湾地区に分断された頃には撤退していた。4月14日、第36独立海軍歩兵旅団とアゾフ連隊が合流に成功した際、アゾフ連隊のデニス・プロコペンコ連隊長は、海兵隊を「英雄」と称賛した一方で、逃亡および自発的に投降した軍人を「英雄」と呼ばないよう国民に呼びかけた。

#### 東部・南ドネツク戦線
2022年7月、東部ドネツィク州ヴォルノヴァーハ地区ヴェリカ・ノヴォシルカに配置されている。

## 編制
- 大隊本部（プリモルシク）
- 第1中隊
- 第2中隊
- 第3中隊
- 迫撃砲中隊
- 防空小隊
- 偵察小隊
- 工兵小隊
- 補給小隊
- 通信小隊
- 衛生班